# Vita vidder
"Vita vidder" ("Horizontes brancos") foi a canção selecionada para representar a televisão pública sueca no Festival Eurovisão da Canção 1971, interpretada em sueco pela banda Family Four. Foi a 12.ª canção a ser interpretada na noite do evento, depois da canção italiana "L'amore è un attimo", interpretada por Massimo Ranieri e antes da canção irlandesa "One Day Love", cantada por Angela Farrell. No final, a canção sueca terminou em quinto lugar, recebendo um total de 91 pontos.

## Autores
- Compositor:   Håkan Elmquist
- Letrista:     Håkan Elmquist
- Orquestrador: Claes Rosendahl

## Letra
A letra da canção diz que muitas pessoas do Norte da Europa (como a Suécia) gostam de viajar para os países soalheiros Sul da Europa, com praias, dias soalheiros e noites suaves, mas a banda prefere os horizontes brancos, cobertos de neve, como existe no seu país natal, a Suécia.